# 条纹毛足鲈
条纹毛足鲈（学名：Trichogaster fasciata）是丝足鲈科毛足鲈属的一种，广泛分布于南亚印度次大陆，作为观赏鱼被引入世界各地。